# Saint-Raphaël (Dordogne)

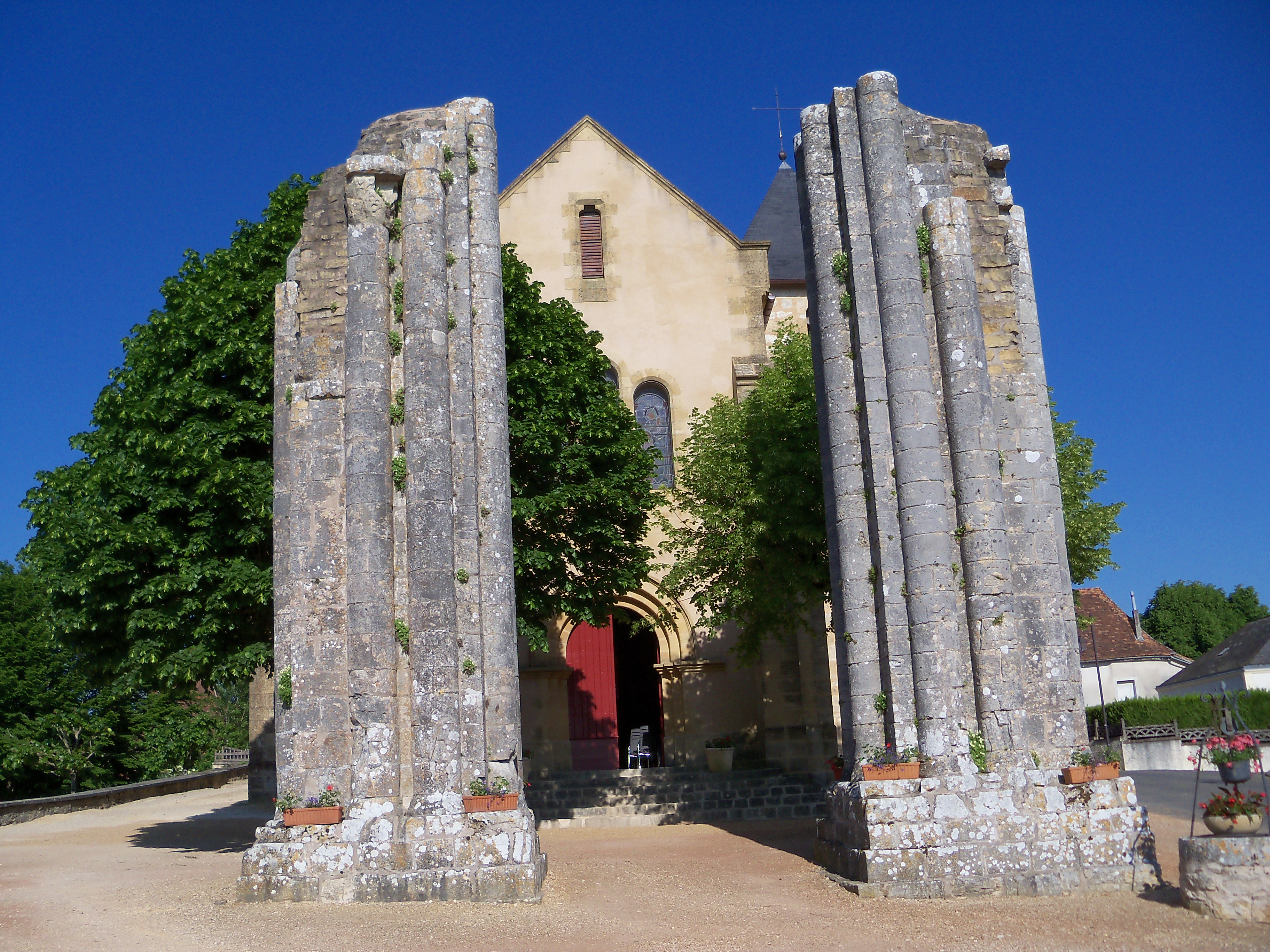
Saint-Raphaël – Kirche

Saint-Raphaël (okzitanisch Sent Rafeu) ist eine französische Gemeinde mit 94 Einwohnern (Stand 1. Januar 2022) im Département Dordogne in der Region Nouvelle-Aquitaine (vor 2016 Aquitaine). Sie gehört zum Arrondissement Nontron (bis 2017 Arrondissement Périgueux) und zum Kanton Isle-Loue-Auvézère. Die Gemeinde besteht aus dem gleichnamigen Ort sowie mehreren Weilern (hameaux) und Einzelgehöften (fermes).

## Lage und Klima
Der Ort Saint-Raphaël liegt knapp 40 Kilometer nordöstlich von Périgueux bzw. ca. 71 Kilometer südwestlich von Limoges in einer Höhe von ca. 285 m. Das Klima ist gemäßigt; Regen (ca. 800 mm/Jahr) fällt übers Jahr verteilt.

## Geschichte
Im Mittelalter existierte hier ein bedeutendes Priorat der ca. fünf Kilometer südlich gelegenen Benediktinerabtei Saint-Pierre-ès-Liens in Tourtoirac, welches jedoch im Hundertjährigen Krieg (1337–1453) zerstört wurde.

### Bevölkerungsentwicklung
| Jahr      | 1800 | 1851 | 1901 | 1954 | 1999 | 2019 |
| Einwohner | 338  | 356  | 239  | 118  | 93   | 93   |

Der Bevölkerungsrückgang im 20. Jahrhundert ist im Wesentlichen auf die Mechanisierung der Landwirtschaft und die Aufgabe von bäuerlichen Kleinbetrieben zurückzuführen.

## Wirtschaft
Die Gemeinde ist immer noch in hohem Maße landwirtschaftlich orientiert, wobei auch die Viehzucht eine beträchtliche Rolle spielt. Die im Ort ansässigen Handwerker und Kleindienstleister haben inzwischen ihr Geschäft aufgegeben.

## Sehenswürdigkeiten
- Die heutige Kirche ist ein Werk des 16./17. Jahrhunderts; sie umfasst lediglich ein Drittel der Grundfläche der alten Kirche, von der sich nur zwei Portalpfeiler erhalten haben. Diese sowie zwei – in die Außenwand der Sakristei eingemauerte – Kapitelle der alten Kirche sind seit dem Jahr 1927 als Monuments historiques anerkannt.[1][2]
- Im Innern der Kirche befinden sich ein mittelalterliches Taufbecken und der angebliche Sarkophag eines Lokalheiligen mit Namen Remigius oder Remedius. Bei Restaurierungsarbeiten im Jahr 2011 wurden einige spätmittelalterliche Fresken freigelegt.